# ويليام بيانو
ويليام بيانو (بالإيطالية: William Pianu)‏ (7 ديسمبر 1975 بتورينو في إيطاليا - ) هو لاعب كرة قدم إيطالي في مركز الدفاع. لعب مع نادي باري ونادي برو فيرتشيلي ونادي تريستينا ونادي تريفيزو ونادي ريميني ونادي سيتاديلا ونادي فينيزيا ويوفنتوس ويو أس بركوليتزه 1932 وSSD Casarano Calcio ‏ وASD Città di Gallipoli ‏.